# Buenas noches (álbum)
Buenas noches es el segundo álbum de estudio del cantante español Quevedo. Fue publicado el 22 de noviembre de 2024 bajo la discográfica Rimas. Contiene dieciocho canciones y supone el regreso del artista tras nueve meses apartado de la música.

## Antecedentes
El 31 de enero de 2024, Quevedo lanzó «La última», tema con el que anunció su retirada temporal de la música tras más de dos años de carrera en los que no había dejado de trabajar, como el propio artista explica en la canción. Quevedo ya había tratado este tema en varios sencillos de su primer álbum de estudio Donde quiero estar, destacando un verso del tema «Ahora qué» donde ya anticipaba su parón en la música.

«2021 sembrar, 2022 recoger, 2023 coronar, 2024 desaparecer»
Quevedo en «Ahora qué»

El 29 de junio de 2024 Quevedo reapareció en el Festival BigSound de Valencia, donde cantó varios temas de su primer álbum y de otros artistas. Al final de su actuación interpretó un nuevo tema y terminó diciendo «La última no es la última, la última es la primera», dando a entender que iniciaría una nueva etapa en la música.
El 22 de septiembre Quevedo fue visto en la discoteca Fitz de Madrid junto al cantante puertorriqueño Rauw Alejandro, donde ofreció un preview de «Iguales», uno de los nuevos temas de Buenas noches. 
El artista utilizó sus redes sociales para dar pistas sobre su regreso entre los meses de agosto y octubre. Los días 7 de septiembre y octubre publicó imágenes haciendo referencia al cuadro La noche estrellada de Vincent van Gogh. A finales de octubre compartió una serie de publicaciones en redes sociales en las que se veían relojes situados en seis ciudades distintas, los cuales marcaban desde las 20:30 hasta las 23:59 cronológicamente. 
Finalmente el 21 de octubre volvió a los escenarios en un concierto organizado en la plaza de Santa Ana, en Las Palmas de Gran Canaria donde presentó el primer sencillo de su nuevo álbum: «Duro», el cual lanzó al día siguiente.
La intención de Quevedo era publicar Buenas noches el 7 de noviembre de 2024, pero decidió aplazar la fecha hasta el 22 del mismo mes porque consideraba que no era el momento por la actualidad de las inundaciones en Valencia.

## Listado de canciones
| N.º | Título                                     | Duración |  |
| 1.  | «Kassandra»                                | 3:03     |  |
| 2.  | «Duro»                                     | 2:42     |  |
| 3.  | «Iguales»                                  | 3:03     |  |
| 4.  | «Gran Vía» (con Aitana)                    | 3:33     |  |
| 5.  | «Chapiadora.com»                           | 3:17     |  |
| 6.  | «Por atrás»                                | 2:51     |  |
| 7.  | «14 febreros» (con Sin Nombre)             | 2:52     |  |
| 8.  | «La 125» (con Yung Beef)                   | 3:14     |  |
| 9.  | «Halo» (con la Pantera)                    | 3:01     |  |
| 10. | «Mr. Moondial» (con Pitbull)               | 2:45     |  |
| 11. | «Qué asco de todo»                         | 3:10     |  |
| 12. | «Noemú»                                    | 3:26     |  |
| 13. | «Shibatto»                                 | 2:18     |  |
| 14. | «Los días contados» (con Rels B)           | 2:41     |  |
| 15. | «El estribillo»                            | 2:41     |  |
| 16. | «Amaneció» (con De la Rose y De la Ghetto) | 4:15     |  |
| 17. | «Te fallé» (con Sech)                      | 3:39     |  |
| 18. | «Buenas noches»                            | 3:58     |  |

## Premios y nominaciones
| Año  | Premiación    | Categoría          | Resultado | Ref.  |
| ---- | ------------- | ------------------ | --------- | ----- |
| 2025 | Premios Odeón | Mejor álbum urbano | Ganador   | [ 6 ] |

## Historial de lanzamiento
| País   | Fecha                   | Formato                      | Discográfica                  | Ref.  |
| ------ | ----------------------- | ---------------------------- | ----------------------------- | ----- |
| Global | 22 de noviembre de 2024 | Descarga digital y Streaming | DQP Productions y Rimas Music | [ 7 ] |

## Posicionamiento en listas
| País (Lista 2024-25)        | Posición más alta |
| --------------------------- | ----------------- |
| España (PROMUSICAE)         | 1                 |
| Portugal (AFP)              | 54                |
| Suiza (Schweizer Hitparade) | 30                |

### Certificaciones
| País   | Organismo certificador | Certificación | Ventas |
| ------ | ---------------------- | ------------- | ------ |
| España | PROMUSICAE             | 2x Platino    | 80 000 |

## Buenas Noches Tour
El 17 de febrero de 2025 comenzó su gira mundial Buenas Noches Tour, con 34 fechas repartidas entre España, Sudamérica y Norteamérica.